# Skopówka
Skopówka (ukr. Скопівка) – wieś na Ukrainie, w obwodzie iwanofrankiwskim, w rejonie kołomyjskim.

## Urodzeni w Skopówce
- Piotr Małaszyński – polski prawnik, polityk, samorządowiec, oficer Wojska Polskiego[5].